# Cuébris
Cuébris – miejscowość i gmina we Francji, w regionie Prowansja-Alpy-Lazurowe Wybrzeże, w departamencie Alpy Nadmorskie.
Według danych na rok 1990 gminę zamieszkiwało 179 osób, a gęstość zaludnienia wynosiła 8 osób/km² (wśród 963 gmin regionu Prowansja-Alpy-W. Lazurowe Cuébris plasuje się na 629. miejscu pod względem liczby ludności, natomiast pod względem powierzchni na miejscu 451.).